# أليكس جينينغز
أليكس جينينغز (بالإنجليزية: Alex Jennings)‏ هو ممثل بريطاني، ولد في 10 مايو 1957 بإسكس في المملكة المتحدة. من الجوائز التي نالها جائزة لورنس أوليفيه.

## أعمال

### أفلام
- (1997) أجنحة الحمامة[6]
- (2004) على حافة المنطق[7]
- (2006) الملكة[8]
- (2006) بابل[9]
- (2013) فخ لسندريلا

### مسلسلات
- التاج

## جوائز
- جائزة لورنس أوليفيه

## وصلات خارجية
- أليكس جينينغز على موقع IMDb (الإنجليزية)
- أليكس جينينغز على موقع قاعدة بيانات الأفلام العربية
- أليكس جينينغز على موقع ألو سيني (الفرنسية)
- أليكس جينينغز على موقع ميوزك برينز (الإنجليزية)
- أليكس جينينغز على موقع أول موفي (الإنجليزية)
- أليكس جينينغز على موقع قاعدة بيانات برودواي على الإنترنت (الإنجليزية)
- أليكس جينينغز على موقع قاعدة بيانات الأفلام السويدية (السويدية)
- أليكس جينينغز على موقع ديسكوغز (الإنجليزية)
- أليكس جينينغز على موقع قاعدة بيانات الفيلم (الإنجليزية)
- أليكس جينينغز على موقع كينوبويسك (الروسية)